# 児島正一郎
児島 正一郎（こじま しょういちろう、1875年1月1日 - 1900年7月4日）は、日本の明治時代の外交官。父は大審院長を務めた児島惟謙。

## 人物・経歴
1875年（明治8年）1月1日に児島惟謙の長男として東京府神田に生まれる。1881年（明治14年）に錦華小学校（現千代田区立お茶の水小学校）に入学するが、1883年（明治16年）に父が大阪控訴院長となったことから、大阪師範学校（現大阪教育大学）附属小学校に転じる。
同志社普通学校（現同志社中学校・高等学校）を経て、1891年（明治24年）に東京に戻り、商工中学校（現日本大学第三中学校・高等学校）を経て、高等商業学校（現一橋大学）に進学し、1894年（明治27年）に卒業。さらに同校専攻科に進み、1898年（明治31年）に卒業し、同校実践科助手となった。
4ヶ月で助手を辞職し、1899年（明治32年）10月、外交官及領事官試験に合格。従七位に叙され、同年11月8日、外交官補に任じられ、清国在任を命じられる。
1900年（明治33年）、北清事変が発生すると、北京の日本公使館に赴任し警備にあたる。同年7月4日、公使館警備中に銃撃を受け戦死。享年26。同年7月2日付で、従六位を追贈された。
同年12月10日、故児島正一郎を記念する図書の購入及び母校である高等商業学校への寄贈に関し、水島銕也、東奭五郎、内池廉吉らが発起人となる。1901年（明治34年）、靖国神社に合祀され、招魂式及び臨時大祭が執り行われた。